# Bunești, Vâlcea
Bunesti là một xã thuộc hạt Vâlcea, România. Dân số thời điểm năm 2002 là 2667 người.